# Măgurele
Măgurele là một thị xã thuộc hạt Ilfov, România. Dân số thời điểm năm 2002 là 9274 người.